# Kvillsfors
Kvillsfors är en tätort i Vetlanda kommun i Jönköpings län.

## Befolkningsutveckling
| Befolkningsutvecklingen i Kvillsfors 1960–2020 | Befolkningsutvecklingen i Kvillsfors 1960–2020 | Befolkningsutvecklingen i Kvillsfors 1960–2020 | Befolkningsutvecklingen i Kvillsfors 1960–2020 | Befolkningsutvecklingen i Kvillsfors 1960–2020 |
| ---------------------------------------------- | ---------------------------------------------- | ---------------------------------------------- | ---------------------------------------------- | ---------------------------------------------- |
|                                                |                                                |                                                |                                                |                                                |
| År                                             |                                                |                                                | Folkmängd                                      | Areal (ha)                                     |
| 1960                                           | 1960                                           |                                                | 590                                            |                                                |
| 1965                                           | 1965                                           |                                                | 641                                            |                                                |
| 1970                                           | 1970                                           |                                                | 693                                            |                                                |
| 1975                                           | 1975                                           |                                                | 726                                            |                                                |
| 1980                                           | 1980                                           |                                                | 743                                            |                                                |
| 1990                                           | 1990                                           |                                                | 728                                            | 81                                             |
| 1995                                           | 1995                                           |                                                | 685                                            | 92                                             |
| 2000                                           | 2000                                           |                                                | 588                                            | 94                                             |
| 2005                                           | 2005                                           |                                                | 560                                            | 94                                             |
| 2010                                           | 2010                                           |                                                | 500                                            | 95                                             |
| 2015                                           | 2015                                           |                                                | 488                                            | 92                                             |
| 2020                                           | 2020                                           |                                                | 493                                            | 94                                             |
|                                                |                                                |                                                |                                                |                                                |

## Kommunikationer
Genom Kvillsfors går riksväg 47 (tidigare länsväg 127). Genom Kvillsfors rinner Emån.
Det finns järnvägsförbindelse med Vetlanda och Pauliström samt ett sedan 2005 oanvänt spår till Järnforsen. Dessa järnvägar kallas Emådalsbanan.

## Historia
I Kvillsfors låg tidigare handpappersbruket Qvills bruk. Det anlades år 1780 och tillverkade då papper av lump. Det lades ner 1930 och tillverkningen flyttades till pappersmassebruket Nyboholms bruk, men man behöll namnet Qvills bruk för handpapperstillverkningen.

## Näringsliv
I Kvillsfors fanns år 2005 302 arbetstillfällen i 33 företag inom 23 olika branschområden. Totalt var 185 män och 117 kvinnor sysselsatta.
Strax nedströms Kvillsfors ligger fortfarande Nyboholms bruk.

## Bilder

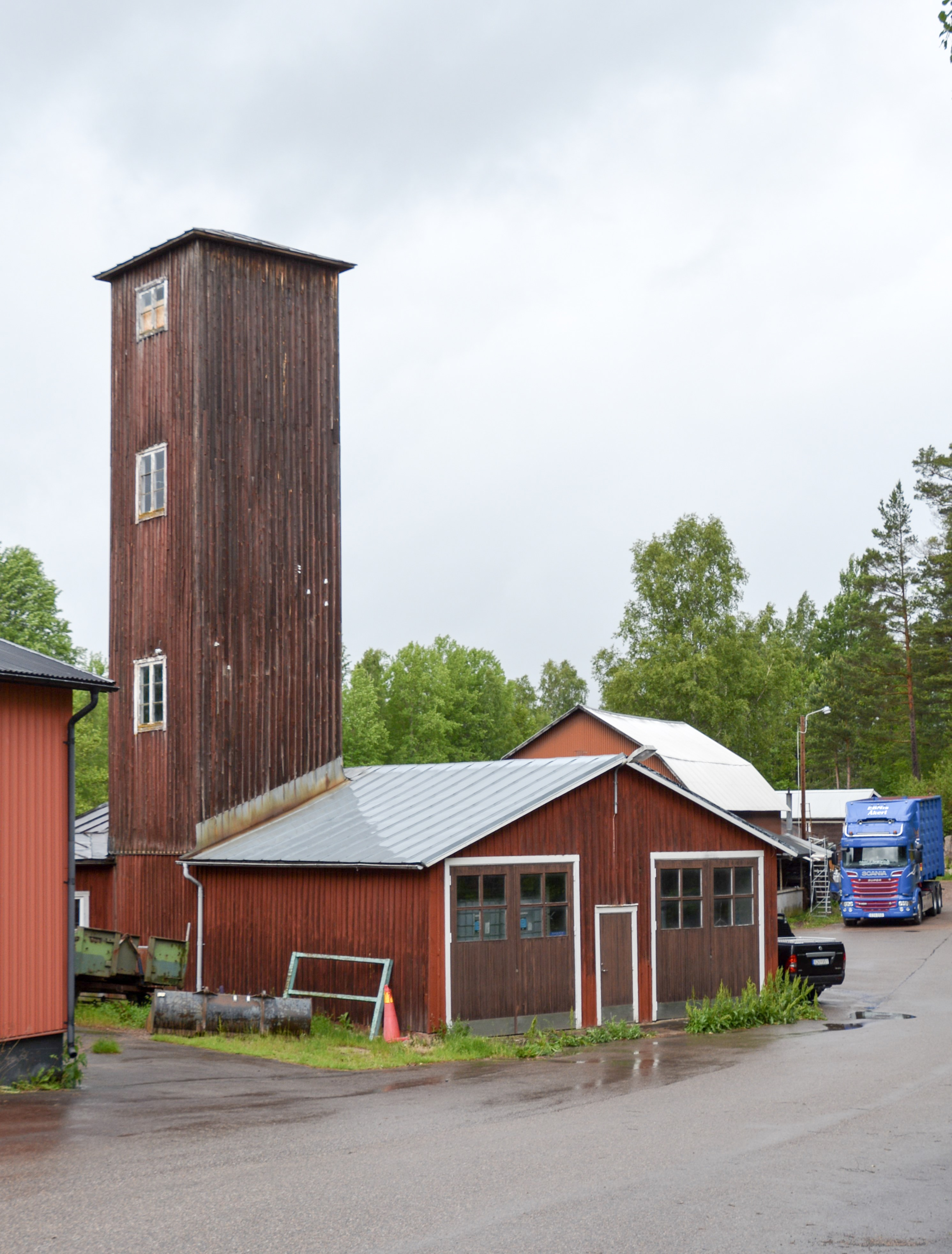
Gamla brandstationen i Kvillsfors
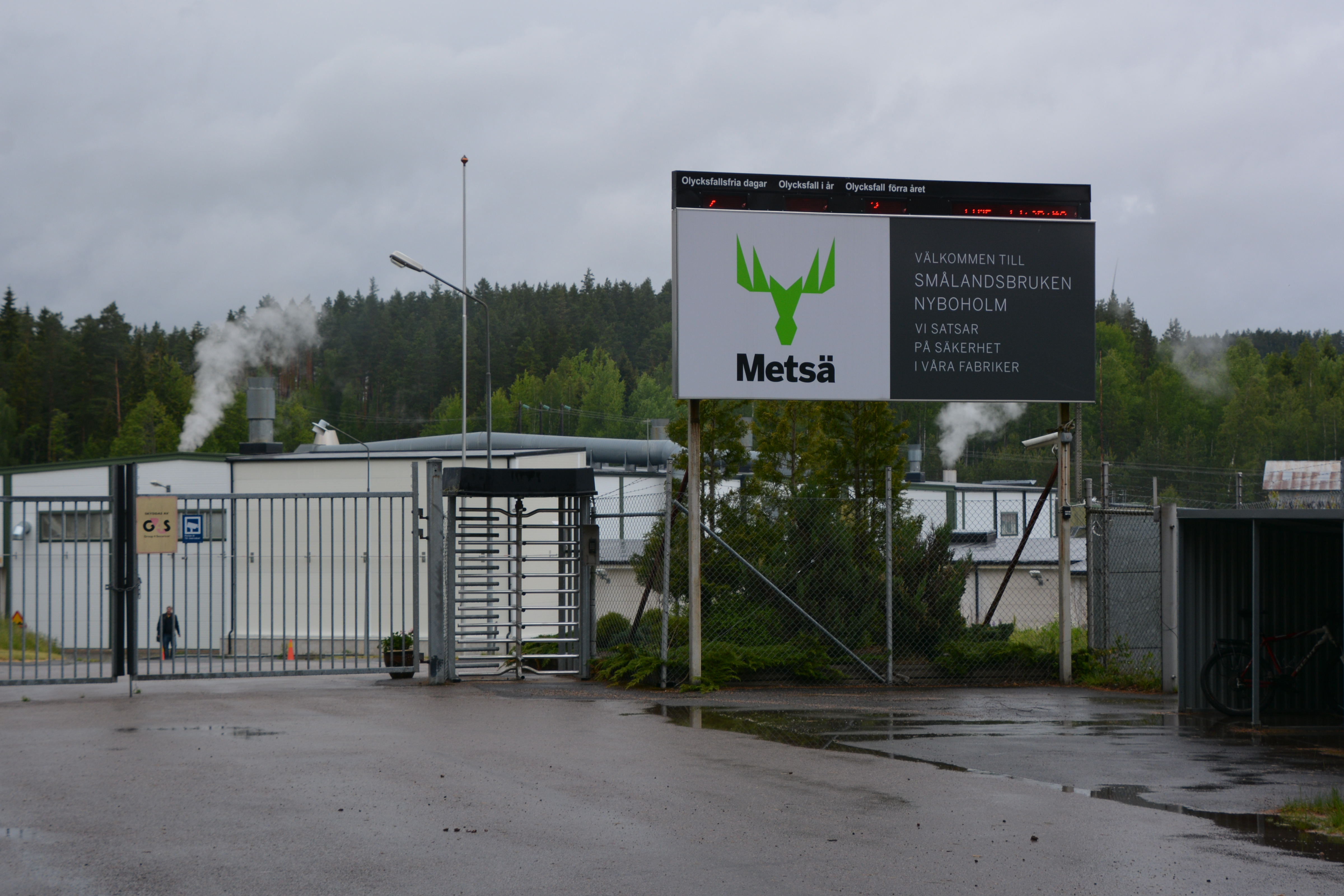
Nyboholms bruk